# Campionati del mondo di atletica leggera 2011 - Lancio del giavellotto femminile
Il lancio del giavellotto femminile ai campionati del mondo di atletica leggera 2011 si è tenuto il 1° e 2 settembre.  Si sono qualificate all'evento 28 atlete, che avevano come standard di qualificazione 61,00 m (A) o 59,00 m (B).

## Podio
| Pos.    | Atleta              | Nazionalità | Prestazione |
| ------- | ------------------- | ----------- | ----------- |
| Oro     | Barbora Špotáková   | Rep. Ceca   | 71,58       |
| Argento | Sunette Viljoen     | Sudafrica   | 68,38       |
| Bronzo  | Christina Obergföll | Germania    | 65,24       |

## Situazione pre-gara

### Record
Prima di questa competizione, il record del mondo (RM) e il record dei campionati (RC) erano i seguenti.
| Record                | Prestazione | Atleta                      | Data                                  | Competizione  |
| --------------------- | ----------- | --------------------------- | ------------------------------------- | ------------- |
| Record mondiale       | 72,28 m     | Barbora Špotáková Rep. Ceca | 13 settembre 2008 Stoccarda, Germania |               |
| Record dei campionati | 71,70 m     | Olisdeilys Menéndez Cuba    | 14 agosto 2005 Helsinki, Finlandia    | Mondiali 2005 |

### Campioni in carica
I campioni in carica a livello mondiale e olimpico erano:
| Campione | Atleta                      | Prestazione | Data                              | Competizione   |
| -------- | --------------------------- | ----------- | --------------------------------- | -------------- |
| Olimpico | Barbora Špotáková Rep. Ceca | 71,42 m     | 21 agosto 2008 Pechino, Cina      | Olimpiadi 2008 |
| Mondiale | Steffi Nerius Germania      | 67,30 m     | 18 agosto 2009 Berlino, Germania  | Mondiali 2009  |
| Europeo  | Linda Stahl Germania        | 66,81 m     | 29 luglio 2010 Barcellona, Spagna | Europei 2010   |

### La stagione
Prima di questa gara, gli atleti con le migliori tre prestazioni dell'anno erano (escluse quelle di Marija Abakumova)::
| Pos. | Atleta                       | Prestazione | Data                               |
| ---- | ---------------------------- | ----------- | ---------------------------------- |
| 1    | Barbora Špotáková Rep. Ceca  | 69,45 m     | 22 luglio 2011 Fontvieille, Monaco |
| 2    | Christina Obergföll Germania | 68,86 m     | 24 luglio 2011 Kassel, Germania    |
| 3    | Sunette Viljoen Sudafrica    | 66,47 m     | 18 agosto 2011 Shenzhen, Cina      |

## Risultato

### Qualificazione
Accede alla finale chi supera i 61,00 m o rientra tra le prime 12.
| Pos. | Gruppo | Atleta               | Nazionalità   | #1    | #2    | #3    | Misura | Note                                     |
| ---- | ------ | -------------------- | ------------- | ----- | ----- | ----- | ------ | ---------------------------------------- |
| 1    | A      | Christina Obergföll  | Germania      | 68.76 |       |       | 68.76  | Q                                        |
| 2    | B      | Sunette Viljoen      | Sudafrica     | 65.34 |       |       | 65.34  | Q                                        |
| 3    | A      | Katharina Molitor    | Germania      | 63.52 |       |       | 63.52  | Q                                        |
| 4    | B      | Barbora Špotáková    | Rep. Ceca     | 63.40 |       |       | 63.40  | Q                                        |
| 5    | A      | Goldie Sayers        | Regno Unito   | 56.61 | 62.19 |       | 62.19  | Q                                        |
| 6    | B      | Martina Ratej        | Slovenia      | 61.58 |       |       | 61.58  | Q                                        |
| 7    | B      | Kimberley Mickle     | Australia     | 60.50 | 57.80 | 60.12 | 60.50  | q                                        |
| 8    | B      | Linda Stahl          | Germania      | 60.21 | 59.85 | 58.25 | 60.21  | q                                        |
| 9    | A      | Yuki Ebihara         | Giappone      | 57.36 | 59.66 | 59.88 | 59.88  | q                                        |
| 10   | A      | Madara Palameika     | Lettonia      | 59.78 | x     | 59.33 | 59.78  | q                                        |
| 11   | A      | Jarmila Klimešová    | Rep. Ceca     | 55.90 | 59.65 | 56.01 | 59.65  | q                                        |
| 12   | A      | Ásdís Hjálmsdóttir   | Islanda       | 59.15 | 57.62 | x     | 59.15  | Miglior prestazione personale stagionale |
| 13   | B      | Zahra Bani           | Italia        | x     | x     | 58.92 | 58.92  |                                          |
| 14   | A      | Rachel Yurkovich     | Stati Uniti   | 58.84 | 58.01 | 57.92 | 58.84  |                                          |
| 15   | B      | Vira Rebryk          | Ucraina       | x     | 55.69 | 58.50 | 58.50  |                                          |
| 16   | B      | Mercedes Chilla      | Spagna        | 58.34 | x     | 52.01 | 58.34  |                                          |
| 17   | B      | Sinta Ozoliņa-Kovala | Lettonia      | 56.18 | 58.15 | 54.02 | 58.15  |                                          |
| 18   | A      | Justine Robbeson     | Sudafrica     | 57.87 | 55.27 | 58.08 | 58.08  |                                          |
| 19   | B      | Liu Chunhua          | Cina          | 56.73 | 56.37 | 57.52 | 57.52  |                                          |
| 20   | B      | Kara Patterson       | Stati Uniti   | 56.41 | 55.25 | 57.14 | 57.14  |                                          |
| 21   | A      | Indrė Jakubaitytė    | Lituania      | x     | 56.01 | 56.92 | 56.92  |                                          |
| 22   | A      | Yanet Cruz           | Cuba          | 55.91 | 56.73 | 55.48 | 56.73  |                                          |
| 23   | B      | Tatjana Jelača       | Serbia        | 56.68 | x     | 54.58 | 56.68  |                                          |
| 24   | A      | Elisabeth Eberl      | Austria       | 56.48 | 54.39 | x     | 56.48  |                                          |
| 25   | B      | Risa Miyashita       | Giappone      | 55.62 | 55.52 | 55.40 | 55.62  |                                          |
| 26   | A      | Kim Kyung-ae         | Corea del Sud | 51.64 | 53.75 | 54.96 | 54.96  |                                          |
| 27   | B      | María Murillo        | Colombia      | x     | x     | 52.83 | 52.83  |                                          |
|      | A      | Mariya Abakumova     | Russia        |       |       |       | dq     |                                          |

### Finale
| Pos.    | Atleta              | Nazionalità | #1    | #2    | #3    | #4    | #5    | #6    | Misura | Note                          |
| ------- | ------------------- | ----------- | ----- | ----- | ----- | ----- | ----- | ----- | ------ | ----------------------------- |
| Oro     | Barbora Špotáková   | Rep. Ceca   | 68.80 | 67.90 | 68.64 | 67.12 | 71.58 | 66.80 | 71.58  | Miglior prestazione personale |
| Argento | Sunette Viljoen     | Sudafrica   | 64.36 | 65.20 | 63.12 | 58.48 | 68.38 | 62.68 | 68.38  | Record africano               |
| Bronzo  | Christina Obergföll | Germania    | 61.74 | 64.39 | 64.80 | 65.24 | 63.51 | x     | 65.24  |                               |
| 4       | Katharina Molitor   | Germania    | 59.88 | 58.19 | 57.94 | 60.31 | 58.85 | 64.32 | 64.32  |                               |
| 5       | Kimberley Mickle    | Australia   | 59.33 | 57.07 | 60.87 | x     | 61.96 | 61.33 | 61.96  |                               |
| 6       | Martina Ratej       | Slovenia    | 58.87 | x     | 60.58 | x     | 61.65 | x     | 61.65  |                               |
| 7       | Jarmila Klimešová   | Rep. Ceca   | 59.27 | x     | 57.37 | x     | x     | 55.87 | 59.27  |                               |
| 8       | Yuki Ebihara        | Giappone    | 59.08 | 58.39 | 57.96 |       |       |       | 59.08  |                               |
| 9       | Goldie Sayers       | Regno Unito | 57.32 | 57.52 | 58.18 |       |       |       | 58.18  |                               |
| 10      | Madara Palameika    | Lettonia    | 55.69 | 58.08 | x     |       |       |       | 58.08  |                               |
|         | Linda Stahl         | Germania    |       |       |       |       |       |       | dns    |                               |
|         | Mariya Abakumova    | Russia      |       |       |       |       |       |       | dq     |                               |